# Garras de oro
Garras de oro, (em inglês exibida como The Dawn of Justice), é um filme mudo da Colômbia do ano de 1926; dirigido por PP. Jambrina, de quem se crê usava um pseudônimo, e produzida pela companhia Cali Films, da qual não se conhece nenhum antecedente. O filme relata o polêmico tema da separação do Panamá da Colômbia fazendo uma forte crítica ao papel julgado pelos Estados Unidos. O filme esteve perdido por muitos anos pelo que não ter como ser restaurado em sua totalidade.

## Restauração
A restauração do filme está a cargo da Fundação Patrimônio Fílmico Colombiano, no entanto não houve maneira de ser resgatado em sua totalidade pelo que na versão restaurada apenas se podem apreciar 56 minutos do mesmo que inclui o inicio, o final e três rolos intermedios.

## Sinopse
A história transcorre durante o ano 1914 data da tomada do Canal de Panamá, pelo que se pode apreciar na versão restaurada a trama gira ao redor de um cidadão norte-americano que junto com um grupo de cidadãos da Colômbia defende os interesses soberanos do país sobre o canal opondo-se as intenções do governo dos Estados Unidos, de maneira intermitente se apreciam alguns episódios que narram à tomada do Panamá de forma metafórica com personagens como "O Tio Sam" que rouba o canal do mapa da Colômbia e inclina a balança da justiça com bolsas cheias de dinheiro..